# Lourdes Guerrero
María Concepción de Lourdes Amparán Águila, conocida como Lourdes Guerrero (Ciudad de México, México, 7 de septiembre de 1938 - Ciudad de México, México, 10 de febrero de 1997) fue una actriz y presentadora de televisión mexicana, reconocida por su participación en el programa de noticias Hoy Mismo. Era hija del músico duranguense Joaquín Amparán y esposa del cineasta Juan Guerrero Sánchez.
Pasó a la historia por haber sido la conductora del anteriormente mencionado noticiero que se encontraba al aire la mañana del 19 de septiembre de 1985; a Lourdes Guerrero le correspondió comunicar a los televidentes los primeros segundos del peor sismo en la historia de México.

## Trayectoria
Actuó en tres cintas que realizó su esposo,  el cineasta Juan Guerrero Sánchez.
- Amelia (1964) al lado de Luis Lomelí, Alberto Dallal y Claudio Obregón, filmada para el Primer Concurso de Cine Experimental entre 1964 y 1965.
- Mariana (1967), basada en un cuento de Inés Arredondo.
- Narda o el verano (1968)

En 1971 iniciaría su trabajo más conocido, al lado de Guillermo Ochoa como conductora del programa matutino de noticias Hoy Mismo, en el que participó entre los años 1971 y 1988. El programa fue transmitido por el Canal 2 de la empresa mexicana Televisa.
El 19 de septiembre de 1985, Lourdes Guerrero fue quien anunció ante cámaras, en ausencia de Guillermo Ochoa, el inicio del devastador terremoto de México de 1985, intentando mantener la calma y tranquilizar a la audiencia, hasta que la señal del Canal 2 de Televisa salió del aire, debido al derrumbe de las antenas de transmisión y de un edificio aledaño al estudio, que albergaba la redacción de noticieros de esa empresa.
En marzo de 1996, le diagnosticaron cáncer de pulmón, debido a su adicción al tabaco. Finalmente falleció el 10 de febrero de 1997, a los 58 años.